# Fußball-Bundesliga 2007-2008 (Austria)
L'edizione 2007-08 del campionato di calcio della Bundesliga vide la vittoria finale del Rapid Vienna.
Capocannoniere del torneo fu Alexander Zickler (Red Bull Salisburgo), con 16 reti.

## Classifica finale
|     | Classifica          | G  | V  | N  | P  | GF | GS | Dif | Pt |
| --- | ------------------- | -- | -- | -- | -- | -- | -- | --- | -- |
| 1.  | Rapid Vienna        | 36 | 21 | 6  | 9  | 69 | 36 | +33 | 69 |
| 2.  | Red Bull Salisburgo | 36 | 18 | 9  | 9  | 63 | 42 | +21 | 63 |
| 3.  | Austria Vienna      | 36 | 15 | 13 | 8  | 46 | 33 | +13 | 58 |
| 4.  | Sturm Graz          | 36 | 15 | 11 | 10 | 60 | 41 | +19 | 56 |
| 5.  | Mattersburg         | 36 | 13 | 14 | 9  | 55 | 43 | +12 | 53 |
| 6.  | LASK Linz           | 36 | 14 | 11 | 11 | 54 | 47 | +7  | 53 |
| 7.  | Ried                | 36 | 10 | 8  | 18 | 38 | 53 | -15 | 38 |
| 8.  | Altach              | 36 | 8  | 12 | 16 | 37 | 64 | -27 | 36 |
| 9.  | Austria Kärnten     | 36 | 8  | 9  | 19 | 26 | 58 | -32 | 33 |
| 10. | Wacker Innsbruck    | 36 | 6  | 11 | 19 | 32 | 63 | -31 | 29 |

### Verdetti
- Rapid Vienna Campione d'Austria 2007-08.
- Wacker Innsbruck retrocesso in 1. Liga.